# Халхал
Халхал (арм. Խաղխաղ) — древний и раннесредневековый город , с конца IV века — в Кавказской Албании.

## Исторический очерк
Согласно историку письменности Закавказья и специалисту по античной истории Сергею Муравьёву, название города по-персидски означает «ожерелье» (от xal «родинка», «бусина»).
Халхал находился в области Утик, близ границы с Иберией. Граница Великой Армении и Албании до 387 года проходила по реке Кура, и город изначально был зимней резиденцией армянских, а с конца IV века — албанских правителей. В 450 году близ села произошло сражение между албанами, армянами и иберами с одной стороны и войсками сасанидского Ирана с другой.
О Халхале сообщают армянские историки V века Агафангел и Егише, называя его городом. Из Агафангела известно, что Халхал находился в области Ути, что подтверждает другой армянский историк — Каганкатваци. Агафангел сообщает, что город Халхал был зимней резиденцией царей Армении. Егише, говоря о событиях V века, называет Халхал зимней резиденцией царей Албании.
Попутные сведения о Халхале имеются в труде Леонтия Руисского (XI век).
Считается, что после сражения 450 года в городе Халхал происходили переговоры с хонами после обращения к ним албанского царевича Вахана.
Халхал отождествляется с упомянутым Птолемеем городом Оссикой. Также существует мнение, что Халхал был расположен у впадения в Куру реки Турианчай.

Предполагается, что именно в районе Халхала располагалась албанская жреческая область, с храмом богине Анахите, особо почитаемой в Албании, а также прорицалище. Жрец, занимавший второе место после царя, управлял доходами храмовой области, которые формировались как с обработки земли, так и с ремёсел..Страбон так описывал эту область:
Из богов они почитают Гелия, Зевса и Селену, в особенности же Селену, святилище которой находится вблизи Иберии. Обязанность жреца у них исполняет самый уважаемый человек после царя; он стоит во главе большой и густонаселённой области, а также распоряжается рабами храма, многие из которых, одержимые божеством, изрекают пророчества.
У Страбона также подробно описан ритуал жертвоприношения. Существование вблизи Казаха в древности культового сооружения находит подтверждение в процессе раскопок, проводимых на холме Сары-тепе, в результате которых были обнаружены остатки крупного помещения, культового предназначения, а также базы колонн. Сооружение датируется VI—V веком до н. э. Подобные сооружения нигде более пока не обнаружены.
Предполагается, что исторический Халхал, упоминаемый в сочинениях ал-Баладзури под названием Кисал (Касак), был перестроен в период правления наместника провинции Арминийа Марвана ибн Мухаммеда.